# Hjälm m/1895

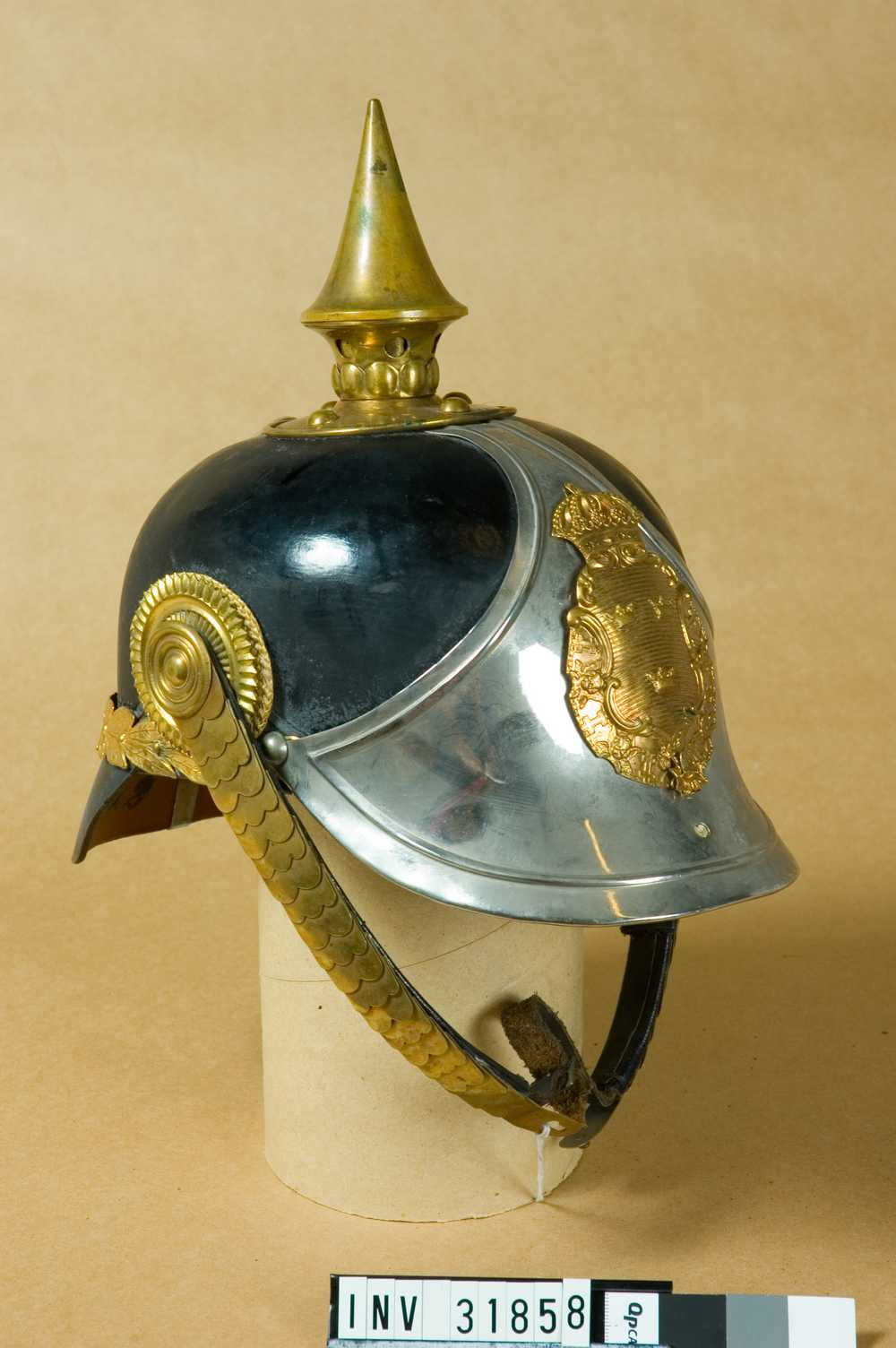
Hjälm m/1895 för manskap vid Livregementets dragoner (K 2).

Hjälm m/1895 var en hjälm som användes inom försvarsmakten (dåvarande krigsmakten).

## Utseende
Hjälmen som var tillverkad i svart lackerat läder var i stora drag mycket lik hjälm m/1886 och skillnaden bestod först och främst i att framplåten och bakskenan var försilvrade och att en lagerkrans bars runt "kullen". Även hakremmen skilde sig från den andra genom att den hade annorlunda fjäll och lejonmaskaroner på hakremsknapparna.

## Användning
Hjälmen användes endast inom Livregementets dragoner (K 2) som en ersättare till hjälm m/1846 och då vanligen till ridbyxor m/1895, ridstövlar m/1898 och vapenrock m/1895. Vid stor parad bars även plym m/1887. Denna hjälm användes fram till år 1928 då K 2 slogs samman med Livgardet till häst (K 1) och blev Livregementet till häst (K 1). Vissa av hjälmens detaljer fördes då över till K 1:s hjälm m/1879-1900 och resultatet kom att kallas hjälm m/1879-1900-1928.

## Fotografier

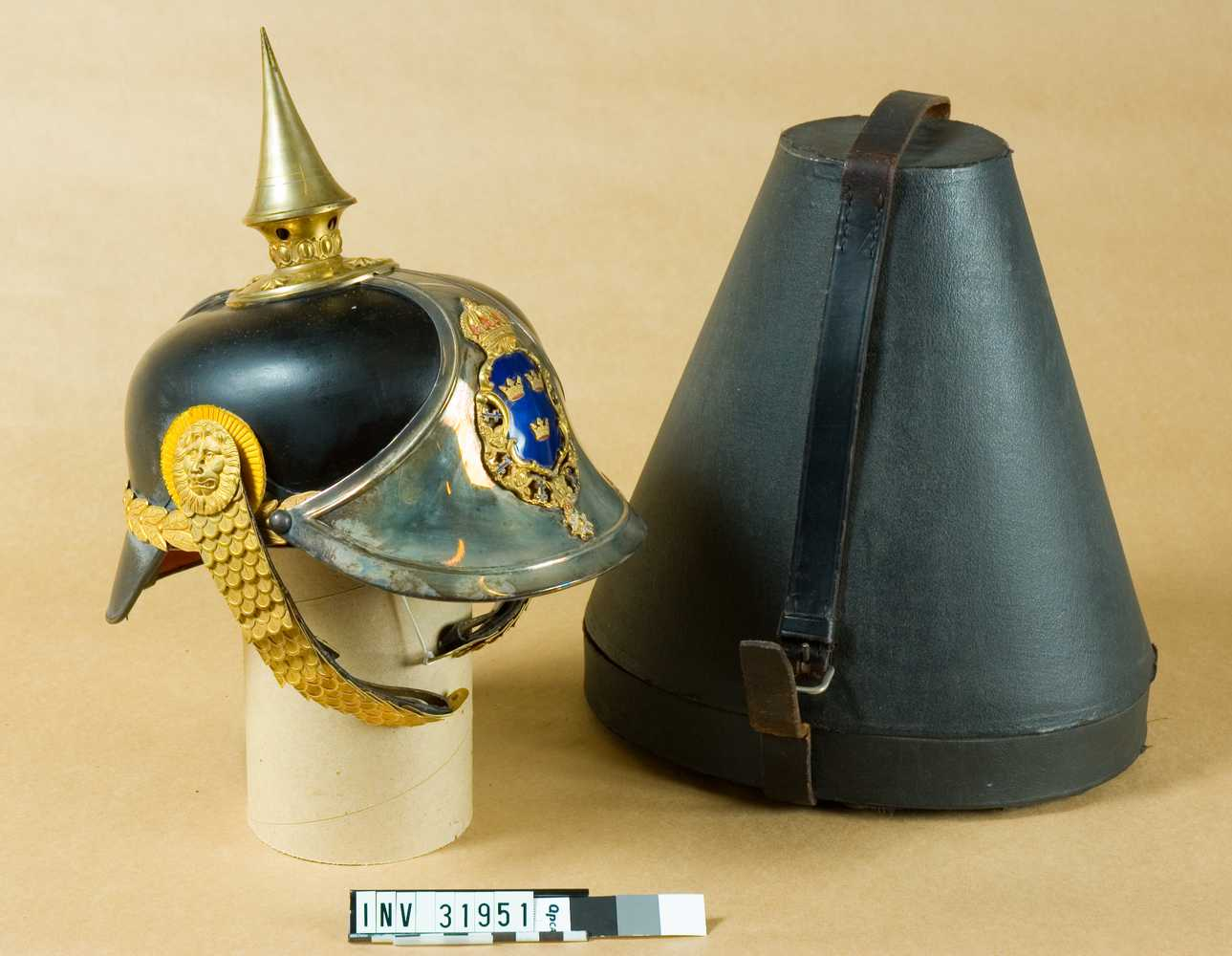
Hjälm m/1895 för officerare vid Livregementets dragoner med tillhörande hjälmlåda, liten parad.
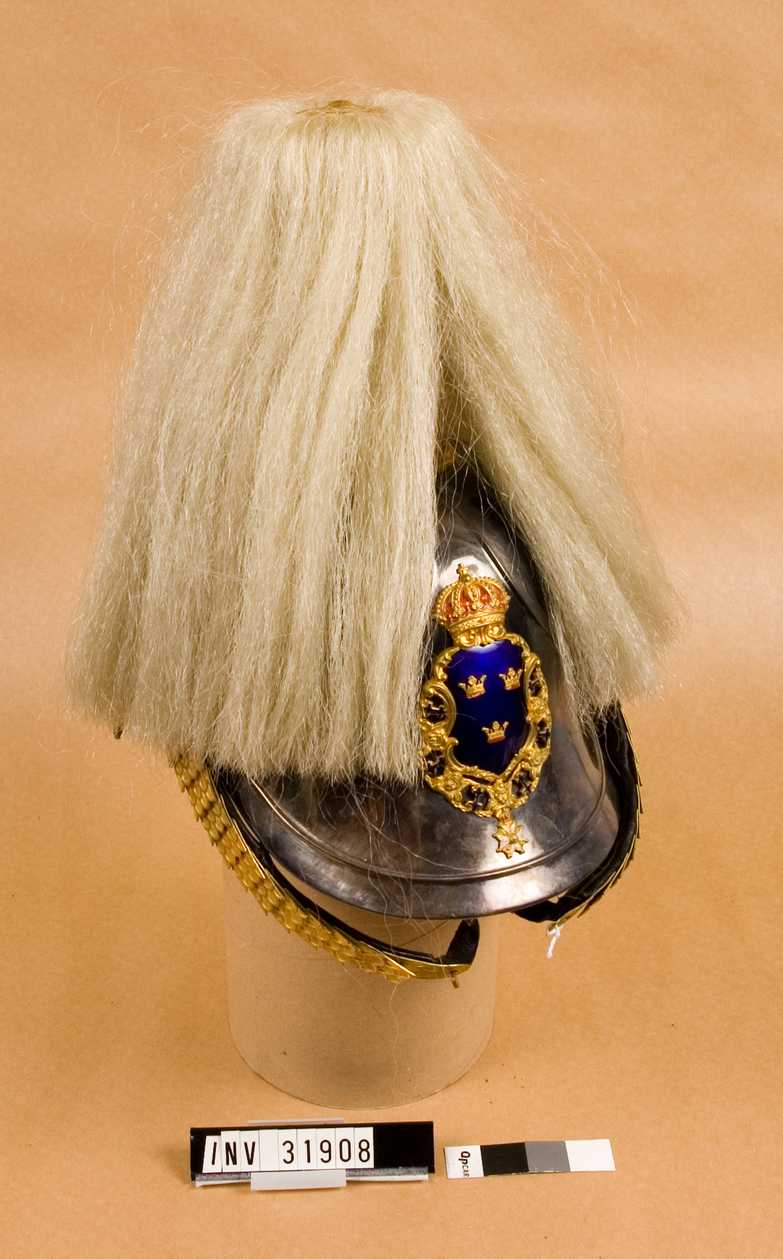
Hjälm m/1895 för officerare vid Livregementets dragoner (K 2) med vit plym m/1887 för stor parad.